# Routes of Enslaved Peoples Project
Het Routes of Enslaved Peoples Project (voorheen Slave Route Project) is een UNESCO initiatief wat in 1994 officieel van start ging in Ouidah, Benin. Het vindt zijn oorsprong in een mandaat van Unesco, dat stelt dat onwetendheid over -of verzwijging van- belangrijke historische gebeurtenissen een obstakel vormt voor wederzijds begrip, verzoening en samenwerking tussen landen en volkeren. Het project poogt het historisch zwijgen te doorbreken met betrekking tot slavenhandel en slavernij.  
Door de oorzaken en gevolgen van slavernij en slavenhandel te bestuderen, wil het project het begrip over de verschillende verhalen, geschiedenissen en het hier uit voortkomende erfgoed vergroten. Tijdens het internationale wetenschappelijke comité voor het 'Slave Route Project' in 2019 is besloten de naam te wijzigen in Routes of Enslaved Peoples.

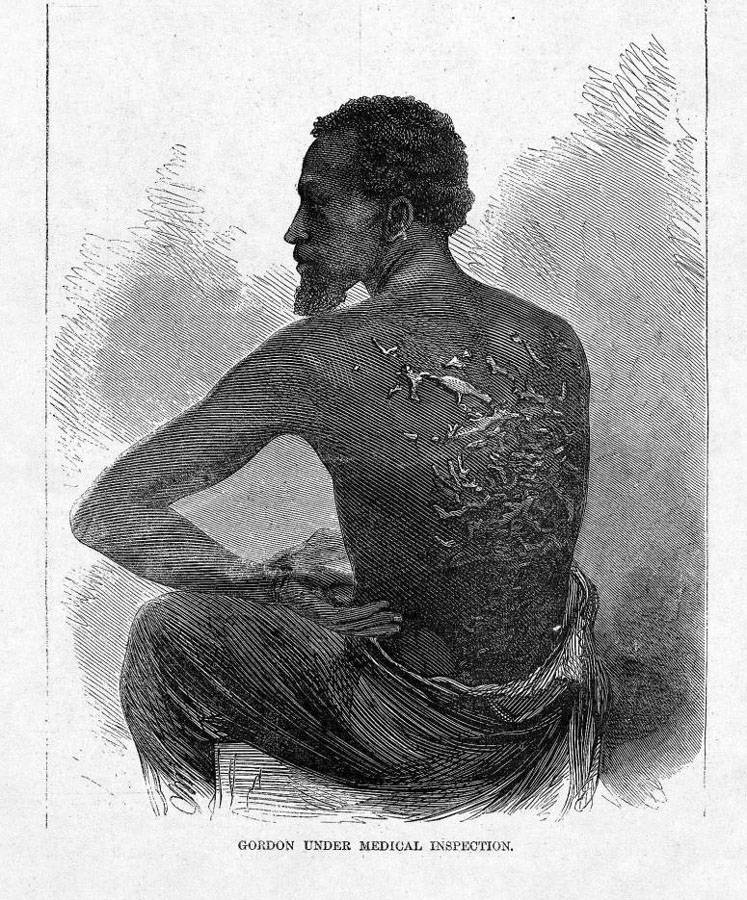
Gordon of "Whipped Peter"

## Doelen en thema's
Het concept van een route probeert de dynamiek van de beweging van volkeren, beschavingen en culturen weer te geven. Het begrip tot slaafgemaakte richt zich op het universele verschijnsel van de slavernij, in het bijzonder op de Trans-Atlantische slavenhandel, de slavenhandel rond de Indische Oceaan en de trans-Sahara slavenhandel. Het Routes of Enslaved Peoples Project heeft drie hoofddoelstellingen:
1. Bijdragen aan een beter begrip van de oorzaken, uitwerkingen, problemen en gevolgen van wereldwijde slavernij (specifiek voor Afrika, Europa, Amerika, het Caribisch gebied, het gebied rond de Indische Oceaan, het Midden-Oosten en Azië);
2. Het tonen van een aantal van de wereldwijde transformaties en culturele interacties presenteren die uit dit verleden zijn voortgekomen;
3. Het bijdragen aan een cultuur van vrede door te streven naar cultureel pluralisme, interculturele dialoog en het werken aan nieuwe identiteiten en burgerschap.

Voortbordurend op de ideeën en het werk van het internationale wetenschappelijke comité wat aan de basis van het Routes of Enslaved Peoples Project ligt, behandelt het verschillende aspecten van de slavenhandel, en voorziet het in het bijzonder in:
- Steun voor wetenschappelijk onderzoek via het netwerk van internationale instellingen en specialisten;
- Ontwikkeling van educatief materiaal;
- Verzamelen en bewaren van archieven en mondelinge geschiedenis;
- Inventarisatie en behoud van (gedenk)plekken;
- Bevordering van immaterieel erfgoed;
- Bevordering van diverse bijdragen van de Afrikaanse diaspora;
- Bevordering van een instrumentarium voor de vaststelling van normen.

## Nederlandse nominatie gehonoreerd bij 30-jarig jubileum
In 2024 werd tijdens een ceremoniële bijeenkomst in het hoofdkwartier van UNESCO in Parijs het 30-jarig bestaan van het programma 'Routes of Enslaved Peoples' gevierd. Het programma werd iets anders ingericht, onder meer door aansluiting bij initiatieven zoals het 'Permanent Forum on People of African Descent' een onderdeel van het Internationaal decennium voor mensen van Afrikaanse afkomst. Nieuwe 'sites of memory' werden toegevoegd en ook de aanvraag van UNESCO Nederlandse Commissie voor de historische plantagebegraafplaatsen van tot slaafgemaakten, Golden Rock en Godet op Sint Eustatius, werd gehonoreerd.